# Corsa alla terra dell'Oklahoma

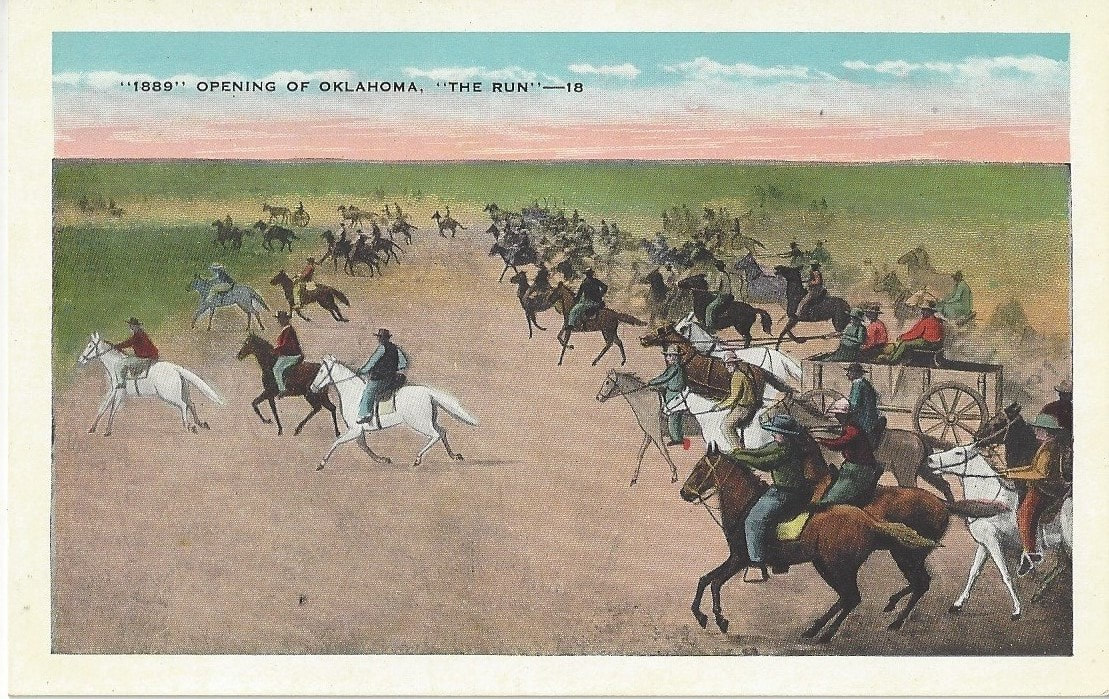
Dipinto che raffigura a mezzogiorno l'inizio della corsa alla terra nell'ex Territorio indiano occidentale e futuro Territorio dell'Oklahoma, 22 aprile 1889.

La corsa alla terra dell'Oklahoma, svoltasi nel 1889, fu una gara senza precedenti per conquistare un appezzamento in una nuova terra ancora vergine, l'Oklahoma. La terra fu suddivisa in 42.000 poderi, che sarebbero stati assegnati alla prima persona che vi avesse messo piede. Da tutti gli Stati Uniti giunsero circa 50.000 persone.
I confini furono protetti da soldati dell'esercito statunitense fino a quando la corsa ebbe inizio.
A mezzogiorno preciso del 22 aprile 1889 un colpo di cannone diede il segnale di partenza.

## Citazioni e riferimenti
Un film, Cuori ribelli, interpretato da Tom Cruise e Nicole Kidman, si è ispirato a tale evento storico, rappresentandolo in modo spettacolare, con stereotipi e retorica fortemente hollywoodiani.
All'evento è dedicato anche un albo speciale di Tex, Oklahoma!, uscito nel 1991, con testi di Giancarlo Berardi e disegni di Guglielmo Letteri.
La corsa è anche il tema centrale di una storia nella serie di fumetti belga Lucky Luke, "Corsa per l'Oklahoma".
L'avvenimento fa da sfondo anche al romanzo Cimarron, scritto da Edna Ferber nel 1929, dal quale furono tratti i film I pionieri del West del 1931 e Cimarron del 1960.
Anche il film Gli avvoltoi è ambientato negli anni della corsa alla terra.